# Denilson Costa
Denilson Costa de Oliveira (São João de Meriti, 10 de junho de 1968), também conhecido por Denilson Costa, é um ex-futebolista brasileiro naturalizado hondurenho, que atuava como atacante.

## Carreira
Denilson Costa saiu do Brasil em 1989 para jogar no futebol da Costa Rica, onde atuaria pelo Limonense. O atacante disputou 38 partidas e fez 9 gols pelos Caribeños. Ainda teve uma curta passagem pelo Belén, em 1995 (12 jogos e 5 gols).
Porém, seria no futebol hondurenho que o jogador fez sucesso em sua carreira profissional, principalmente em Olimpia e Marathón, onde conquistou 6 títulos nacionais. Enquanto atuava pelos Leones, o atacante disputou 262 partidas (em 2 passagens pela equipe), e balançou as redes adversárias 99 vezes; vestindo a camisa dos Esmeraldas, Denilson participou de 91 jogos e fez 24 gols. Ele ainda jogaria por Motagua, Platense, Heredia, Atlético Olanchano e Necaxa, último clube que defendeu, aos 38 anos. É um dos jogadores com o maior número de partidas na primeira divisão do Campeonato Hondurenho (465 entre 1991 e 2007) e é o segundo maior artilheiro da competição (155 gols), marca também alcançada por Jerry Bengtson. Ficando atrás apenas de Wilmer Velásquez que possui 196 gols.

## Seleção Hondurenha
Naturalizado hondurenho a partir de 2003, Denilson Costa estreou pela Seleção nacional em outubro do mesmo ano, contra a Bolívia. Sua participação neste jogo entrou para a história do futebol do país: o atacante foi o primeiro jogador naturalizado a defender os Catrachos, juntamente com o compatriota (e também atacante) Marcelo Ferreira.
Sua despedida internacional foi também num amistoso, desta vez contra os Estados Unidos, em março de 2005. Denilson atuou 5 vezes pela Seleção Hondurenha, não tendo feito nenhum gol.

## Títulos
CD Olimpia
- Copa Interclubes da UNCAF: 1999 e 2000
- Liga Profesional de Honduras: 1992–93, 1998–99, 2000–01 (Apertura), 2002–03 (Apertura)
- Copa de Honduras: 1998

CD Marathón
- Liga Profesional de Honduras: 2002–03 (Clausura), 2004–05 (Apertura)